# Sân vận động Acrisure
Sân vận động Acrisure  là một sân vận động bóng bầu dục nằm ở khu vực North Shore của Pittsburgh, Pennsylvania, Hoa Kỳ. Đây là sân nhà của Pittsburgh Steelers thuộc National Football League (NFL) và đội bóng bầu dục Pittsburgh Panthers. Sân vận động được khánh thành vào năm 2001, sau vụ nổ có kiểm soát làm phá hủy sân nhà trước đó của đội, Sân vận động Three Rivers. H. J. Heinz Company có trụ sở tại địa phương đã mua quyền đặt tên cho Heinz Field vào năm 2001.
Được kết hợp với PNC Park và Trung tâm hội nghị David L. Lawrence, sân vận động trị giá 281 triệu đô la (tương đương 405,74 triệu đô la vào năm 2019) nằm trên khu vực North Side, dọc theo sông Ohio trong khu vực lân cận North Shore của Pittsburgh. Sân vận động này được thiết kế dựa trên lịch sử sản xuất thép của thành phố Pittsburgh, dẫn đến việc sân được cung cấp 12.000 tấn thép cho việc xây dựng. Sân vận động được khởi công vào tháng 6 năm 1999 và trận đấu bóng bầu dục đầu tiên được tổ chức vào tháng 9 năm 2001. Mặt cỏ tự nhiên của sân vận động đã bị chỉ trích trong suốt lịch sử của sân, nhưng chủ sở hữu của Steelers đã giữ nguyên mặt cỏ sau khi các cầu thủ và huấn luyện viên đồng ý giữ mặt sân lại. Sân vận động có sức chứa 68.400 chỗ ngồi này luôn được lấp đầy khán giả cho mỗi trận đấu trên sân nhà của Steelers, một thống kê có từ năm 1972. Có thể tìm thấy bộ sưu tập các kỷ vật của Steelers và Panthers trong quá khứ tại Đại sảnh.
Sân vận động đã tổ chức hai trận đấu khúc côn cầu ngoài trời: NHL Winter Classic 2011 giữa Pittsburgh Penguins và Washington Capitals, và trận đấu NHL Stadium Series 2017 giữa Penguins và Philadelphia Flyers. Địa điểm này cũng đã tổ chức nhiều buổi hòa nhạc. Vào ngày 18 tháng 5 năm 2019, sân đã tổ chức một buổi biểu diễn của Garth Brooks với 75.000 người đã tham gia buổi biểu diễn, trở thành buổi biểu diễn có lượng khán giả cao nhất trong lịch sử Pittsburgh.